# الإعاقة العاطفية أو السلوكية
الإعاقة العاطفية أو السلوكية (بالإنجليزية: Emotional or behavioral disability)‏، هي نوع من الإعاقات التي تؤثر على قدرة الشخص في التعرف على المشاعر الأساسية وتفسيرها والسيطرة عليها والتعبير عنها بفعالية. يُعرّف قانون تعليم الأفراد ذوي الإعاقة لعام 2004 هذه الفئة من الإعاقات تحت مسمى "الاضطراب العاطفي". ويُعد هذا المصطلح مثيرًا للجدل، إذ يرى البعض أنه يستبعد – أو حتى يميز ضد – الطلاب الذين يعانون من مشكلات سلوكية، من خلال تركيزه فقط على الجوانب العاطفية.

## الخصائص
تُعد هذه الفئة من الإعاقات صعبة التصنيف بشكل خاص، إذ قد تؤدي التعميمات إلى استبعاد بعض الطلاب الذين لا يستوفون معايير التشخيص المحددة، رغم أنهم ما زالوا يُعدّون من ذوي الإعاقة، فلا يُعتبرون مؤهلين للحصول على خدمات تربية خاصة. يمكن تقسيم هذه الفئة بشكل عام إلى سلوكيات داخلية، وسلوكيات خارجية، وسلوكيات نادرة الحدوث. تُلاحظ السلوكيات الداخلية لدى الطلاب الذين يعانون من الاكتئاب، أو الانطواء، أو القلق. أما السلوكيات الخارجية فتظهر لدى الطلاب العدوانيين والذين يُظهرون سلوكًا مفرطًا. يُصنّف هذا النوع من السلوك على أنه اضطراب السلوك التخريبي (DBD). أما السلوكيات نادرة الحدوث فهي التي تظهر فقط عند وجود محفزات بيئية معينة، مثل شخص محدد أو عبارة معينة. ويُذكر أن بعض الطلاب قد يعانون من نوع واحد فقط من هذه الفئات، بينما يعاني آخرون من مزيج منها.

## الخدمات
غالبًا ما يتم تشخيص الطلاب ذوي الاضطراب العاطفي (ED) مبكرًا ضمن المدارس، وذلك لأن المعلمين هم من يبدأون عملية الإحالة عند ملاحظتهم سلوكيات مقلقة في الصف. وغالبًا ما يُستخدم الدليل التشخيصي والإحصائي للاضطرابات النفسية – الإصدار الرابع (DSM-IV) من قِبل الأخصائي النفسي المدرسي، والذي قد يجري مقابلات ويوزّع استبيانات كجزء من التقييم الاجتماعي-العاطفي.
عند تشخيص الطالب باضطراب عاطفي، يحصل على برنامج التعليم المنفرد. كما يمكن أن يتلقى بعض أشكال الدعم بموجب قانون إعادة التأهيل لعام 1973، ويُشار إليه بخطة 504. وتشمل هذه الخطة غالبًا أهدافًا تتعلق بالسلوك المناسب، واستراتيجيات التكيّف الإيجابي، والمهارات الأكاديمية. وينبغي أن تركز الخدمات الفعالة على هذه الجوانب، ويمكن أن تشمل تعيين مساعد تربوي لمساندة الطالب في الصفوف التعليمية العادية، والوصول إلى غرفة المصادر للحصول على تعليم فردي، وإدارة الأدوية من قِبل مختص في الصحة النفسية، إضافة إلى الاستشارات الفردية. يُعتبر الطلاب ذوو الاضطرابات العاطفية معرضين لخطر التسرب من المدرسة، والانتحار، والنشاط الإجرامي، كما يُحتمل أيضًا تشخيصهم بـعجز التعلم. ومع ذلك، أظهرت الدراسات أن الطلاب ذوي الاضطرابات العاطفية يمتلكون إمكانيات كبيرة للنجاح عند توفير الدعم المناسب لهم.

## روابط خارجية
- الاضطرابات العاطفية وفق قانون IDEA. Students with Emotional Disturbance: Eligibility and Characteristics